# Huari (provincie)
| Huari                                                  | Huari                             |
| ------------------------------------------------------ | --------------------------------- |
| Harta localizării provinciei în cadrul regiunii Ancash |                                   |
| Informații generale                                    |                                   |
| Nume nativ                                             | Provincia de Huari                |
| Țară                                                   | Peru                              |
| Regiune                                                | Ancash                            |
| Primar                                                 | Teodoro Acuña Benites (2011-2014) |
| - Capitală                                             | Huari                             |
| - Suprafață totală                                     | 3149 km2                          |
| - Districte                                            | 16                                |
| Populație                                              |                                   |
| An recensământ                                         | 2011                              |
| - Totală                                               | 64 142                            |
| - Densitate                                            | 0,02/km2                          |
| Fus orar                                               | UTC-5                             |
| Sit web                                                | http://www.munihuari.gob.pe       |
| UBIGEO                                                 | 0210                              |
| Modifică text                                          |                                   |

Huari este una dintre cele douăzeci de provincii din regiunea Ancash din Peru. Capitala este orașul Huari. Se învecinează cu provinciile Antonio Raymondi, Carlos Fermín Fitzcarrald, Asunción, Huánuco, Bolognesi, Recuay, Huaraz și Carhuaz.

## Diviziune teritorială
Provincia este divizată în 16 districte (spaniolă: distritos, singular: distrito):
- Huari
- Anra
- Cajay
- Chavín de Huántar
- Huacachi
- Huacchis
- Huachis
- Huántar
- Masin
- Paucas
- Pontó
- Rahuapampa
- Rapayán
- San Marcos
- San Pedro de Chaná
- Uco

## Grupuri etnice
Provincia este locuită de către urmași ai populațiilor quechua. Quechua este limba care a fost învățată de către majoritatea populației (procent de 78,05%) în copilărie, iar 21,49% dintre locuitori au vorbit pentru prima dată spaniolă.